# Rybaki (Nowe)
Rybaki – część miasta Nowe w Polsce położonego w woj. kujawsko-pomorskim, w powiecie świeckim.
Leży na zachód od nowskiej starówki, nad Wisłą, wzdłuż ulicy Rybaki.
W latach 1975–1998 miejscowość administracyjnie należała do województwa bydgoskiego.